# Gunnar Fossum
Gunnar Fossum (7 de março de 1932 - 29 de junho de 1977) foi um atleta de bandy norueguês. Ele competiu nos Jogos Olímpicos de Inverno de 1952 onde ganhou uma medalha de prata.